# Dostaňte agenta Smarta

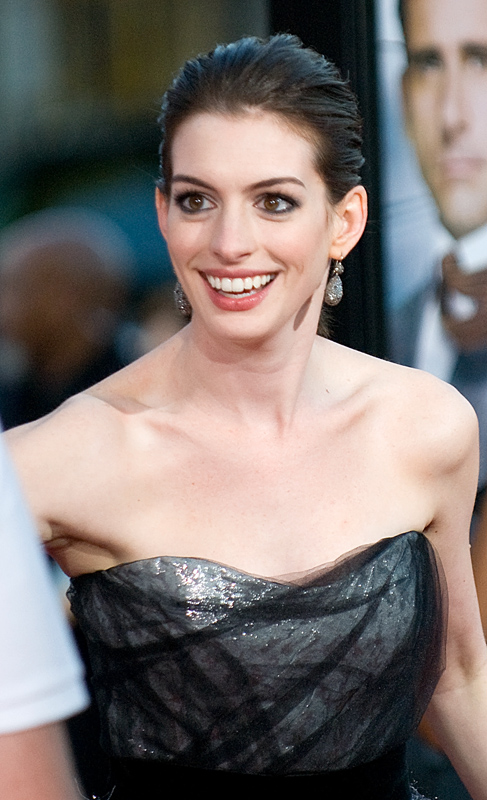
Anne Hathawayová na premiéře

Dostaňte agenta Smarta, v anglickém originále Get Smart, je americká akční filmová komedie z roku 2008 režiséra Petera Segala se Stevem Carellem a Anne Hathawayovou v hlavních rolích. Další výraznou roli zde vytvořil Alan Arkin a Dwayne Johnson. Jedná se o parodii na stejnojmenný špionážně-akční televizní seriál z roku 1965.
Děj filmu se odehrává, mimo jiné, například ve Washingtonu D.C., v Moskvě a v Los Angeles, zde konkrétně v okolí Walt Disney Concert Hall v Downtownu.

## Poznámka
V roce 2011 na tento snímek mělo navázat připravované pokračovaní Dostaňte agenta Smarta 2 resp. Get Smart 2, nicméně tento záměr nebyl doposud realizován.

## Hrají
- Steve Carell (agent 86)
- Anne Hathawayová (agentka 99)
- Dwayne Johnson (agent 23)
- Alan Arkin (The Chief)
- Terence Stamp (Siegfried)
- Masi Oka (Bruce)
- Nate Torrence (Lloyd)
- Ken Davitian (Shtarker)
- Terry Crews (agent 91)
- David Koechner (Larabee)
- James Caan (Prezident USA)
- Dalip Singh (Dalip)
- Bill Murray (agent 13)
- Patrick Warburton (Hymie)
- Kevin Nealon (agent CIA)
- Blake Clark (generál)
- Ryan Seacrest (host na American Top 40)
- Bernie Kopell (řidič Opelu)

## Související článek
- Get Smart